# 小果十大功劳
小果十大功劳（学名：Mahonia bodinieri）是小檗科十大功劳属的植物，是中国的特有植物。分布在中国大陆的湖南、浙江、广西、广东、贵州、四川等地，生长于海拔100米至1,800米的地区，一般生于常绿落叶阔叶混交林、常绿阔叶林、林缘、针叶林下、灌丛中或溪旁，目前尚未由人工引种栽培。